# Shahrestān di Famenin
Lo shahrestān di Famenin (farsi شهرستان فامنین) è uno dei 9 shahrestān della provincia di Hamadan, il capoluogo è Famenin. In precedenza era una delle 3 circoscrizioni dello shahrestān di Hamadan. Lo shahrestān è suddiviso in 2 circoscrizioni (bakhsh): 
- Centrale (بخش مرکزی)
- Pischekhor (بخش پیشخور)